# Harmanpreet Singh
Harmanpreet Singh (Amritsar, 6 de janeiro de 1996) é um jogador de hóquei sobre a grama indiano.

## Carreira
Harmanpreet Singh foi membro do time dos campeões da Copa do Mundo de Hóquei Júnior de 2016. Quando tinha 15 anos, ingressou na Surjit Hockey Academy, em Jalandhar, com a esperança de se tornar um atacante. Ele integrou a Seleção Indiana de Hóquei sobre a grama masculino nos Jogos Olímpicos de Verão de 2020 em Tóquio, quando conquistou a medalha de bronze após derrotar a equipe alemã por 5–4. Nos Jogos Olímpicos de Verão de 2024, em Paris, conquistou a medalha de bronze no torneio masculino do hóquei sobre a grama, após vencer confronto contra a equipe espanhola por 2–1.